# Relaciones República Centroafricana-México
Las naciones de la República Centroafricana y México establecieron relaciones diplomáticas en 2020. Ambas naciones son miembros de las Naciones Unidas.

## Historia
En noviembre de 2010, el Primer ministro de la República Centroafricana, Faustin-Archange Touadéra, viajó a México para asistir a la Conferencia de las Naciones Unidas sobre el Cambio Climático de 2010 en Cancún.
En noviembre de 2016, una delegación de México asisto a la XVI Cumbre de la Organización Internacional de la Francofonía (OIF), que se celebró en Antananarivo, Madagascar. Tuvo lugar un encuentro bilateral en esa ciudad entre el director general para Europa de la Secretaría de Relaciones Exteriores de México, embajador Francisco del Río López, y la ministra de Arte, Turismo, Cultura y de la Francofonía de la República Centroafricana (RCA), Aline Gisèle Pana. La importancia de esta reunión recae en el hecho de que la RCA fue el único país de África con el cual México aún no había establecido relaciones diplomáticas en ese entonces.
Asimismo, México ha participado y enviado efectivos militares a la República Centroafricana para apoyar en las labores de paz y estabilización de la ONU en el país (MINUSCA)
La República Centroafricana y México establecieron relaciones diplomáticas el 4 de febrero de 2020.

## Misiones Diplomáticas
- República Centroafricana no tiene una acreditación para México.
- México está acreditado ante la República Centroafricana a través de su Misión Permanente ante las Naciones Unidas en Nueva York, Estados Unidos.[5]